# 葉琛 (成化進士)
葉琛（1436年—？），字廷獻，廣東廣州府東莞縣人，軍籍，明朝政治人物。進士出身。

## 生平
早年出身國子生，廣東鄉試第六十九名。成化十一年（1475年）乙未科會試第八十六名，殿試登進士第三甲第五十六名。

## 家族
曾祖父葉廣山。祖父葉新銘。父亲葉順。